# De annunciatie (Leonardo da Vinci)
De annunciatie is een van de vroegste werken van Leonardo da Vinci. Hij maakte het rond 1472 toen hij in het atelier van zijn leermeester Andrea del Verrocchio werkte, mogelijk in samenwerking met andere leerlingen van Verrocchio. Het behoort tot de collectie van de Uffizi in Florence.
Het schilderij toont de aankondiging van de geboorte van Jezus aan Maria door de aartsengel Gabriël. Het tafereel speelt zich af in een tuin van een villa in Florence. De Engel houdt een Madonnalelie vast, symbool van Maria's maagdelijkheid en van de stad Florence. Waarschijnlijk heeft Leonardo de vleugels gekopieerd van een vliegende vogel, en zijn deze verlengd door een andere kunstenaar.

## Studietekening en details

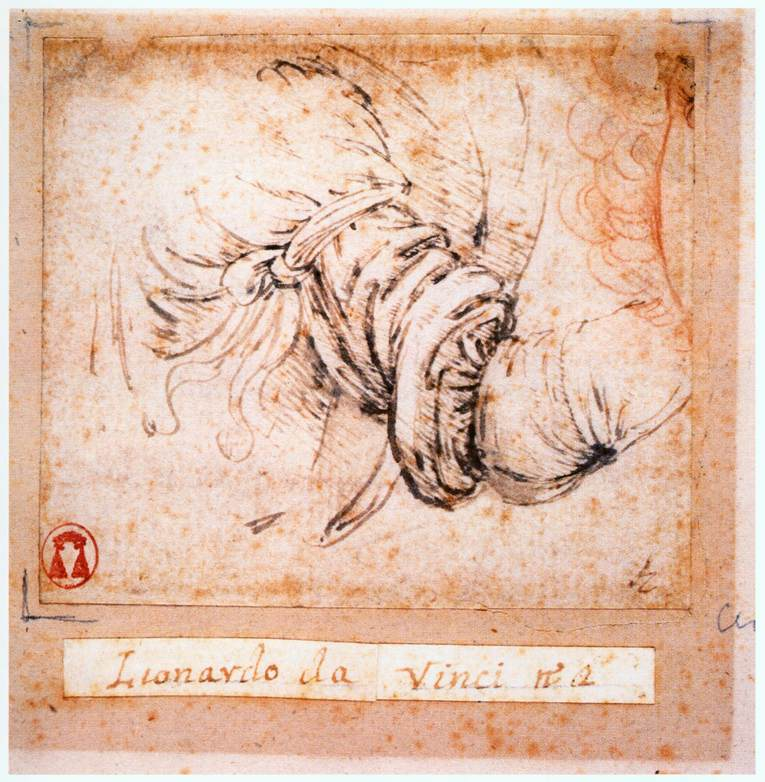
Studie voor de mouw van de engel
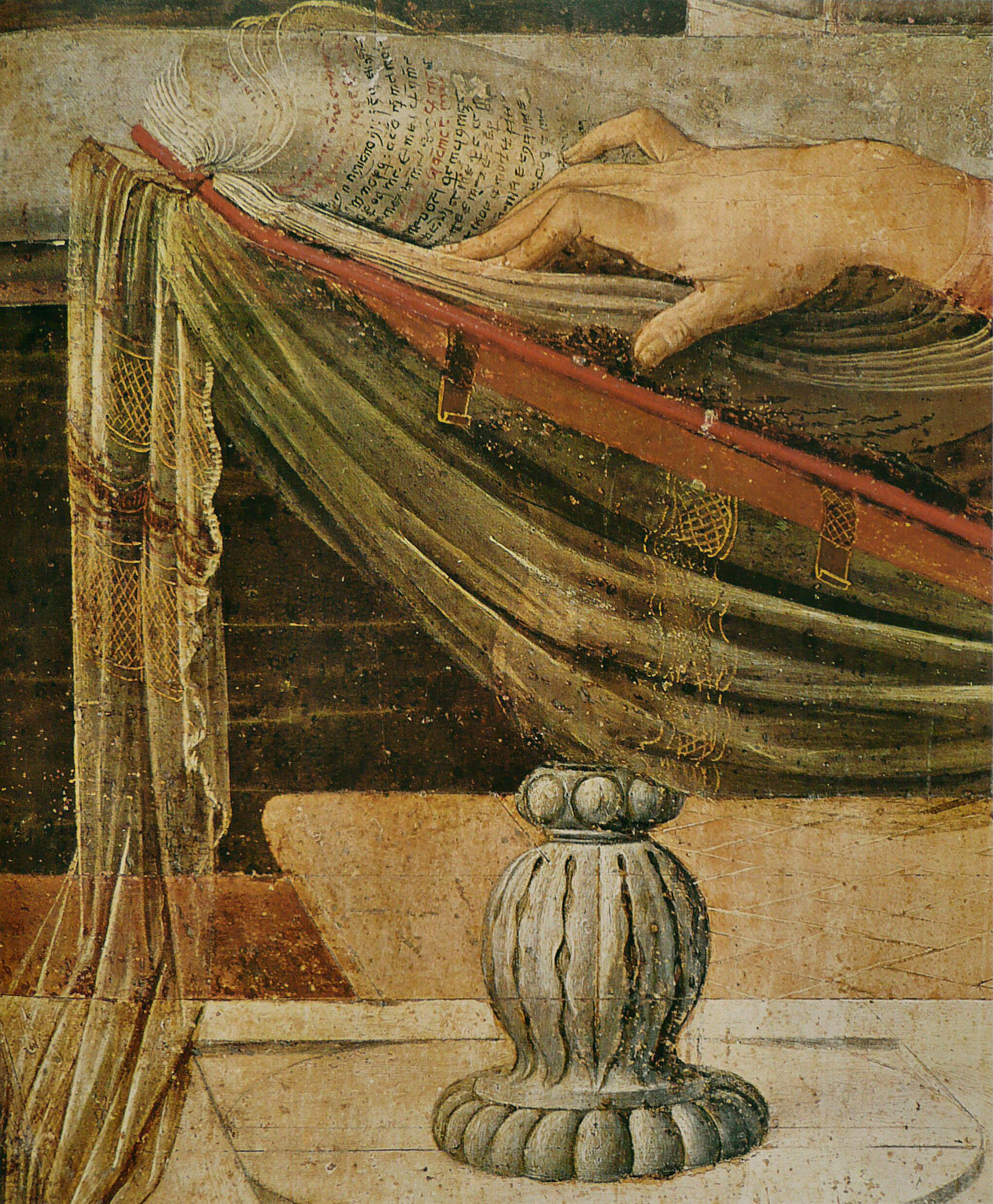
Het boek en de hand van Maria
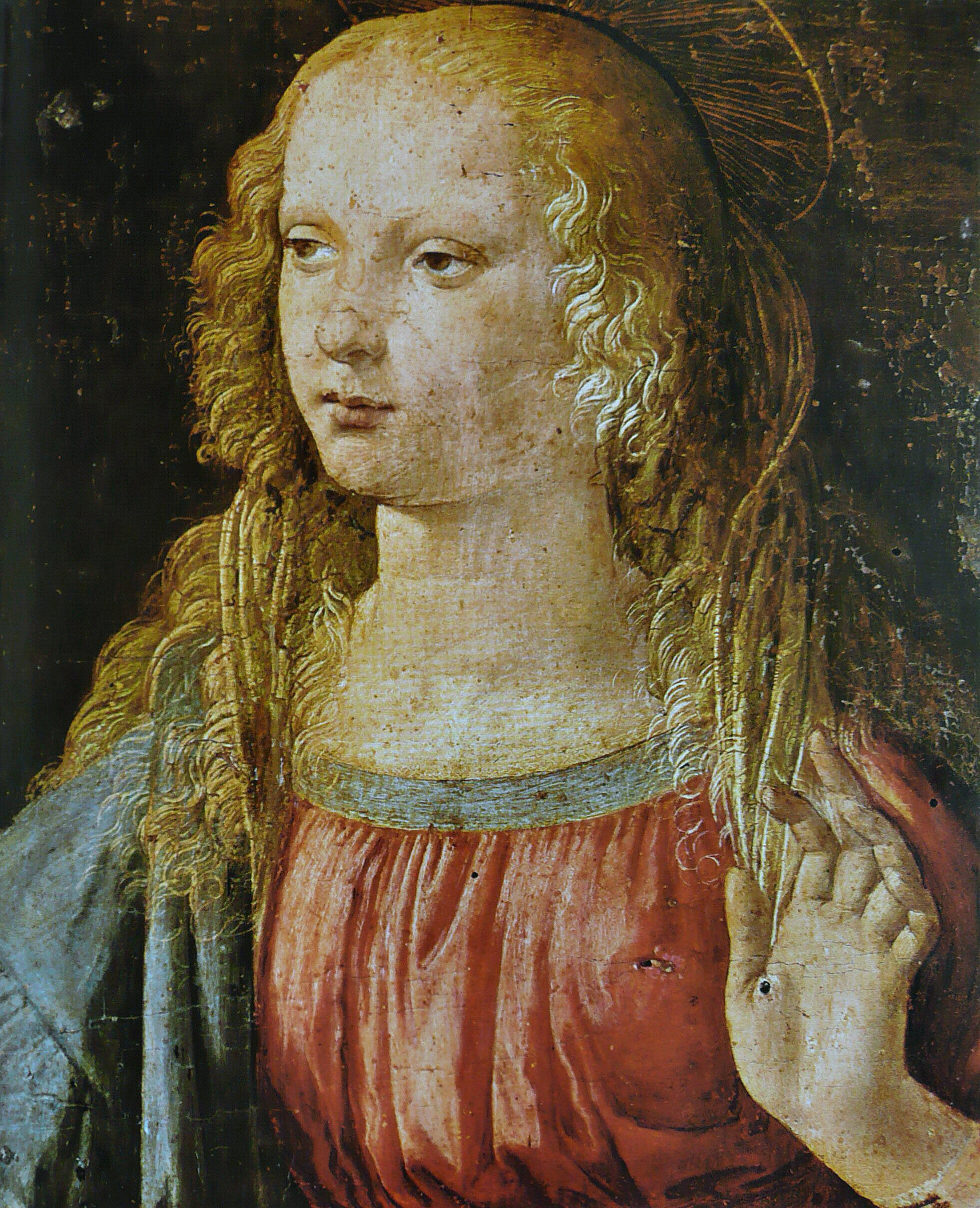
Maria
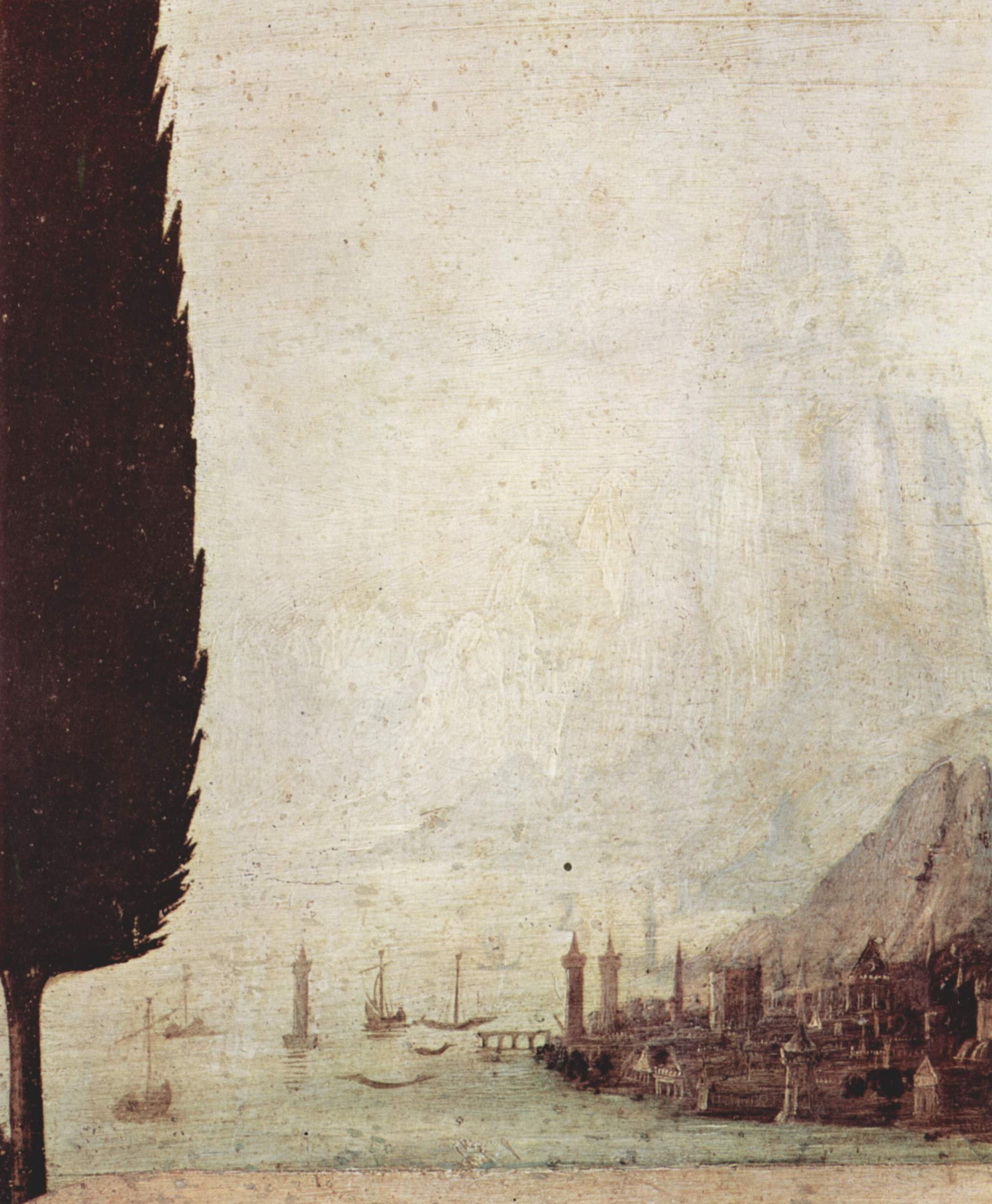
De achtergrond